# Sericania tohokuensis
Sericania tohokuensis är en skalbaggsart som beskrevs av K. Sawada 1955. Sericania tohokuensis ingår i släktet Sericania och familjen Melolonthidae. Inga underarter finns listade i Catalogue of Life.